# Tanatopraksja
Tanatopraksja (balsamowanie) – zabieg polegający na zabezpieczeniu ciała zmarłego przed rozkładem lub na usunięciu zmian pośmiertnych. Operacja polega na wstrzykiwaniu do tętnic soli eliminujących bakterie odpowiedzialne za procesy gnilne.

## Cele balsamowania
- możliwość wystawienia zwłok na widok publiczny w temperaturze pokojowej (w otwartej trumnie),
- transport zwłok na dalekie odległości,
- usunięcie śladów rozkładu, bakterii,
- zniwelowanie nieprzyjemnego zapachu rozkładającego się ciała.

## Pozostałe informacje
- Tanatopraksji poddawani są zmarli przywódcy (np. Włodzimierz Lenin, Mao Zedong), których ciała mają być wystawione na widok publiczny.
- Tanatopraksji poddawani byli także ludzie Biblii: Jakub (Izrael) oraz Józef (zob. Rdz 50).
- Źle przeprowadzona tanatopraksja może doprowadzić do strupieszenia ciała w bardzo krótkim czasie. Przyczyną tego zjawiska może być nadmierne wysuszenie zwłok.